# Rázel József
Rázel József (Nagyvárad, 1838. február 23. – Tóttelek, 1890. január 31.) római katolikus plébános.

## Élete
Felszenteltetett 1861. augusztus 28-án. Miután segédlelkész volt, Berettyószentmártonban lett plébános, még azon évben Újkígyóson adminisztrátor, 1872-ben plébános Tasnádszántón, 1883-ban Tótteleken.
Cikkei az Idők Tanujában (1860. 155-180. sz. Ázsiai levelek a keresztények üldöztetéséről Keleten, különösen Syriában, Beyruth, Damaskuis és Zahlehből); az István bácsi Naptárában (1889. Göndöcs Lajos életrajza); a Katholikus Lelkipásztor közölt tőle egyházi beszédeket (1867-68); 1884-ben a Korunk munkatársa volt.

## Munkái
- Két barátné. Elbeszélés. Németből átdolgozta. Békés-Gyula, 1863. (Ifjúsági Könyvtár I.).
- A rabszolga-kereskedő, vagy ész szív nélkül. Jellemrajzok Éjszak-Amerika déli államaiból az érettebb ifjúság számára. Irta Ambach Ede, németből ford. Pest, 1864.
- A nászút. Tört. regény a XVI. századból. Bolanden Konrád után ford. és kiadta. Gyula, 1865.
- A padlásszobában. naplójegyzetek. Nagyvárad, 1870.
- A basa. Elbeszélés a nép számára. Bolanden Konrád után ford. Bpest, 1876.
- Történeti szent beszéd a tasnád-szántói r. k. egyház visszaállításának félszázados örömünnepe alkalmából. Uo. 1879.
- A gyermekrabló. Népismei és természetrajzi elbeszélés Szumatrából az érettebb ifjúság számára. Francziából Éliée Berthet nyomán ford. Bpest, év. n.

Szerkesztette és kiadta az Ifjúsági Könyvtár néhány füzetét 1863-ban Gyulán.